# Rio Chiua Mare
O Rio Chiua Mare é um rio da Romênia, afluente do Chiua, localizado no distrito de Vrancea.